# 超電影版SD高達三國傳～BraveBattleWarriors～
傳說的大陸「三璃紗」被暴虐的大師董卓薩克支配。董卓的悪政，三璃紗全境被黑暗包圍，人民絕望。幽州的義勇軍，劉備，關羽，張飛三人。迎擊董卓軍的「鎮江將軍」-胡軫。激烈的戰鬥末了，逃跑了窮境的劉備，關羽，張飛，住在深山裡的避世的荒村。而已推出的角色追加成形色、貼紙和封面之外，必殺技的特效以及新武器推出。
本作與動畫《超劇場版 Keroro軍曹 5 誕生！究極Keroro奇蹟的時空之島！！》共同上映。

## 角色

### 幽州義勇軍
- 劉備鋼彈

詳見劉備鋼彈
- 三璃紗的北部，幽州·樓桑村出身。
- 為了人民什麼也不害怕前往。為了人民「守護正義」覺醒。

- 推出日期：2010年2月
- 武器：龍帝劍
- 必殺：星龍斬、三位一體星龍斬

- 關羽鋼彈

- 冷靜沉著兼備大膽不敵，禮節和勇敢的「俠」。
- 遇到劉備，一同作戰，義弟的盟約。

- 推出日期：2010年2月
- 武器：鬼牙龍月刀
- 必殺：鬼牙百裂擊

- 張飛鋼彈

- 劉備三弟，出身佛土之村，仍奮力作戰。

- 推出日期：2010年2月
- 合體武器：雷蛇
- 必殺：爆裂大雷蛇

- 三位一體 劉備鋼彈

- 劉·張·關三位一體組套。

- 推出日期：2010年4月

- 公孫瓚EZ-8

- 與同為盧植弟子的劉備為師兄弟，對不拘小節的劉備頗感棘手。以繼承父親成為幽州將軍為目標。盧植被處決前，獲其託付兵法書。

- 推出日期：2010年4月
- 武器：白麟劍、麝香尾
- 必殺：白馬陣

### 董卓軍
- 董卓薩克（MS-05 Zaku I）

「暴虐的太師」為求目的，不擇手段，殘虐無道的將領。指使呂布殺害靈帝，引發三縭紗陷入戰亂的元兇。他倚靠強大的武力，更透過暗殺靈帝，奪取聖印「玉璽」，更自封太師，掌握實權。得以控制三璃紗的董卓，透過粗暴鎮壓、以及濫用大權，在各地施行暴政，甚至指派士兵到各地搶掠，壞事做盡。
- 推出日期：2010年5月
- 武器：減殺爆煉弾
- 必殺：暗黒瘴気弾

- 呂布（OZ-00MS2B Tallgeese III）

「戰慄的暴將」天下聞名、以一敵百的豪傑。為成為天下最強、一騎當千的豪傑。
- 推出日期：2010年5月
- 武器：破塵戟
- 必殺：旋風大烈斬

- 貂蟬邱貝蕾（AMX-004 Qubeley）

「美麗的女將軍」，面對人所畏懼的呂布，她是少數能夠理解其心意的人物，出於愛慕之情，以輔助身份支持他之外，亦會參與作戰。時常稱呼呂布為「奉先」。「虎牢城」攻略戰中，與呂布迎擊發動奇襲的孫堅軍。最後在郿城被李儒不分敵我的弩箭射殺。
- 推出日期：2011 年 6 月
- 武器：麗鐵扇
- 必殺：破蝶之舞

- 張遼傑爾古格（MS-14 Gelgoog）

「凄絕的鬥魂」，車騎將軍，天生擁有異常強烈的鬥志，對與呂布一樣名震天下十分自豪。只要張遼出現，周遭所有人都會十分害怕。「虎牢城」攻略戰中，作為抵抗曹軍的第二波攻擊，原本打算一擊直取曹操性命。最後典韋以身體抵擋攻勢身死。董卓倒台後，與徐晃歸順曹操。
- 推出日期：2010年10月
- 武器：鳳龍雙刃刀（鳳鉤刀、龍身刀）
- 必殺：烈刃大旋輪、蒼紋猛瀑布

#### 鎮江將軍
- 胡軫吉昂（MS-15 Gyan)

- 為董卓服侍的武將，被給予「鎮江將軍」地位，武力、智略能力出色，非常自豪，把打敗敵人的事作為信條。

- 推出日期：2010年2月
- 武器：戟
- 必殺：銳牙激情斬、銳牙殺影斬

### 袁紹軍
- 袁紹巴烏（AMX-107 Bawoo）

「河北之雄」。出身自冀州中世代擔任將軍職務的名門「袁家」，既是袁氏當家主，同時想取得天下的野心家。以壓倒性的財力、及顯赫名聲及背景，就任為反董卓聯合體盟主。不過，虎牢城攻略戰中從未親赴戰場。
- 推出日期：2010年10月
- 武器：
- 必殺：

## 动画版
《SD高达三国传 Brave Battle Warriors》于2010年4月3日开始在东京电视台播放。
播放形式是每集15分钟。在高达电视动画系列的第14个作品。
旁白由石井一貴担任。

### 工作人员
- 企画 - サンライズ
- 原作 - 矢立肇、富野由悠季
- 制片人- 佐藤弘幸
- 監督 - 森邦宏、鈴木健一
- 系列构成 - 浦畑達彦
- SD设计 - 寺島慎也
- 色彩設計 - 熊谷妙子
- 美術監督 - 池田繁美
- 撮影監督 - 大神洋一
- 音響監督 - 藤野貞義
- 音楽 - 吉川慶
- 編集 - 吉武将人
- 製作 - サンライズ、創通

### 主題曲
第一代片尾曲「三璃紗伝説 〜The Brave Legend〜」（第1話 - 第26話）
作詞 - 小川マキ / 作曲・編曲 - 吉川慶 / 歌：Ko-saku
第2代片尾曲「Justice 伝説を刻め!」（第27話 - 第51話）
作詞 - 畑亜貴 / 作曲・編曲 - 増田武史 / 歌 - ブレイブバトルウォーリアーズ（劉備ガンダム（CV:梶裕貴）、関羽ガンダム（CV:安元洋貴）、張飛ガンダム（CV:加藤将之）、曹操ガンダム（CV:乃村健次）、孫権ガンダム（CV:島﨑信長））

### 各集列表
| 集数 | 日文标题 | 中文标题           | 脚本             | 分镜         | 演出         | 作画監督                    |
| ---- | -------- | ------------------ | ---------------- | ------------ | ------------ | --------------------------- |
| 1    |          | 英雄登场           | 浦畑達彦         | 森邦宏       | 佐藤洋二     | 佐久間信一                  |
| 2    |          | 相遇               | 浦畑達彦         | 鈴木健一     | 佐藤洋二     | 佐久間信一                  |
| 3    |          | 为了人民           | 浦畑達彦         | 鈴木健一     | 鈴木健一     | 牟田口裕基                  |
| 4    |          | 暗杀者             | 浦畑達彦         | 鈴木健一     | 佐藤洋二     | 佐久間信一                  |
| 5    |          | 群雄集结           | 浦畑達彦         | 西村博之     | 山田弘和     | 佐久間信一                  |
| 6    |          | 目标是虎牢关       | 大久保智康       | 西村博之     | 山田弘和     | 佐久間信一                  |
| 7    |          | 激战！曹操对吕布   | ふでやすかずゆき | 渡邊哲哉     | 井上ジェット | 佐久間信一                  |
| 8    |          | -                  | 岸本みゆき       | 渡邊哲哉     | 左藤洋二     | 佐久間信一                  |
| 9    |          | 燃烧！光之都       | 浦畑達彦         | 西村博之     | 京極尚彦     | 佐久間信一                  |
| 10   |          | 孙坚之死           | 浦畑達彦         | 西村博之     | 山田弘和     | 牟田口裕基                  |
| 11   |          | 赵云来也！         | 大久保智康       | 鈴木健一     | 井上ジェット | 佐久間信一                  |
| 12   |          | 决战前夜           | ふでやすかずゆき | 西村博之     | 町谷俊輔     |                             |
| 13   |          | 发现！天玉铠       | 岸本みゆき       | 西村博之     | 鈴木健一     | 牟田口裕基 佐久間信一       |
| 14   |          | 刘备出行           | 浦畑達彦         | 山田弘和     | 山田弘和     | 佐久間信一                  |
| 15   |          | 强者与弱者         | 浦畑達彦         | 加瀬充子     | 左藤洋二     | 佐久間信一                  |
| 16   |          | 战栗的幻影         | 大久保智康       | 渡邊哲哉     | 井上ジェット | 佐久間信一                  |
| 17   |          | 新天地             | 岸本みゆき       | 小島正士     | 小坂春女     | 佐久間信一                  |
| 18   |          | 江东小霸王         | 岸本みゆき       | 加瀬充子     | 左藤洋二     |                             |
| 19   |          | 皇帝宣言           | ふでやすかずゆき | 亀井治       | 亀井治       | 牟田口裕基                  |
| 20   |          | 徐州陷落           | ふでやすかずゆき | 亀井治       | 山田弘和     | 佐久間信一                  |
| 21   |          | 刘备的选择         | 大久保智康       | 稲井仁       | 小坂春女     | 榎本勝紀                    |
| 22   |          | 背叛的城           | 大久保智康       | 加瀬充子     | 左藤洋二     | 佐久間信一                  |
| 23   |          | 天与地             | 青木康直         | 井上ジェット |              | 佐久間信一                  |
| 24   |          | 小霸王的挑战       | 岸本みゆき       | 西村博之     | 山田弘和     | 佐久間信一                  |
| 25   |          | 永别了！孙策       | 小島正士         | 小坂春女     | 牟田口裕基   |                             |
| 26   |          | 真正的勇气         | ふでやすかずゆき | 青木康直     | 山田弘和     | 牟田口裕基 重田智（作監補） |
| 27   |          | 暴徒登场！         | 大久保智康       | 亀井治       | 左藤洋二     | 佐久間信一                  |
| 28   |          | 江东的碧眼儿       | 大久保智康       | 亀井治       | 亀井治       | 亀井治                      |
| 29   |          | 刘备归乡           | 浦畑達彦         | 加瀬充子     | 左藤洋二     | 佐久間信一                  |
| 30   |          | 再会、幽州         | 浦畑達彦         | 加瀬充子     | 山田弘和     | 佐久間信一                  |
| 31   |          | 激斗白马阵         | 岸本みゆき       | 稲井仁       | 小坂春女     | 榎本勝紀                    |
| 32   |          | 关羽咆哮           | ふでやすかずゆき | 小島正士     | 小坂春女     | 榎本勝紀                    |
| 33   |          | 冀州百万军         | 岸本みゆき       | 笹木信作     | 町谷俊輔     | 佐久間信一                  |
| 34   |          | 黄昏，易京楼       | 左藤洋二         | 大竹守       |              |                             |
| 35   |          | 全军，目标官渡     | 浦畑達彦         | 加瀬充子     | 山田弘和     | 牟田口裕基                  |
| 36   |          | 官渡之战           | ふでやすかずゆき | 渡邊哲哉     | 佐久間信一   | 重田智                      |
| 37   |          | 决别               | ふでやすかずゆき | 青木康直     | 小坂春女     | 榎本勝紀                    |
| 38   |          | 天选霸者           | 大久保智康       | 稲井仁       | 牟田口裕基   |                             |
| 39   |          | 天选修罗           | 亀井治           | 亀井治       | 亀井治       |                             |
| 40   |          | 超越千里的绊       | 岸本みゆき       | 加瀬充子     | 左藤洋二     | 佐久間信一                  |
| 41   |          | 伏龙，飞翔于天际吧 | ふでやすかずゆき | 笹木信作     | 町谷俊輔     | 佐久間信一                  |
| 42   |          | 接受的勇气         | 浦畑達彦         | 青木康直     | 山田弘和     | 牟田口裕基                  |
| 43   |          | 天下三分之计       | 大久保智康       | 笹木信作     | 小坂春女     | 榎本勝紀                    |
| 44   |          | 龙帝剑，击坠       | 岸本みゆき       | 京極尚彦     | 京極尚彦     | 佐久間信一                  |
| 45   |          | 激震！长坂桥       | 井上ジェット     | 井上ジェット |              |                             |
| 46   |          | 孙权奋起           | 浦畑達彦         | 加瀬充子     | 町谷俊輔     | 亀井治                      |
| 47   |          | 天雷火砲           | 大久保智康       | 青木康直     | 左藤洋二     | 佐久間信一                  |
| 48   |          | 赤壁大决战         | 加瀬充子         | 山田弘和     | 榎本勝紀     | 重田智                      |
| 49   |          | 燃烧长江           | ふでやすかずゆき | 西村博之     | 小坂春女     | 佐久間信一                  |
| 50   |          | 龙之光辉           | 岸本みゆき       | 鈴木健一     | 鈴木健一     | 亀井治                      |
| 51   |          | 三国之志           | 岸本みゆき       | 森邦宏       | 森邦宏       | 牟田口裕基                  |

### 播放电视台
| 播放対象地域   | 播放电视台   | 播放时间                                                            | 系列           | 備考                                                                          |
| -------------- | ------------ | ------------------------------------------------------------------- | -------------- | ----------------------------------------------------------------------------- |
| 関東広域圏     | 東京电视台   | 周六 10:15-10:30                                                    | 東京电视台系列 | 制作局                                                                        |
| 北海道         | 北海道电视台 | 周六 10:15-10:30                                                    | 東京电视台系列 |                                                                               |
| 愛知県         | 爱知电视台   | 周六 10:15-10:30                                                    | 東京电视台系列 |                                                                               |
| 大阪府         | 大阪电视台   | 周六 10:15-10:30                                                    | 東京电视台系列 |                                                                               |
| 岡山県・香川県 | 濑户内电视台 | 周六 10:15-10:30                                                    | 東京电视台系列 |                                                                               |
| 福岡県         | TVQ九州放送  | 周六 10:15-10:30                                                    | 東京电视台系列 |                                                                               |
| BSデジタル     | BS JAPAN     | 周二 18:45-19:00                                                    | 東京电视台系列 | 从2010年4月6日开始播放 比主播放迟3天                                          |
| CS放送         | AT-X         | 周三 10:00-10:30 周三 22:00-22:30 周六 28:00-28:30 周日 16:00-16:30 | スカパー!      | 预定从2010年4月28日开始播放 每隔一周播放2集 奇数集比主播放迟25天 偶数集迟18天 |

| 东京电视台 周六10:15 - 10:30                             | 东京电视台 周六10:15 - 10:30           | 东京电视台 周六10:15 - 10:30 |
| -------------------------------------------------------- | -------------------------------------- | ---------------------------- |
|                                                          | SDガンダム三国伝 Brave Battle Warriors |                              |
| ※10:00 - 10:30 Keroro军曹 (电视动画)第6系列 缩短到15分钟 | -                                      |                              |

## 外部連結
- （日語） 日文三國傳官方網頁
- （中文） 亞洲三國傳官方網頁
- （中文） 中文三國傳官方特輯 （页面存档备份，存于）